# Barbara Grier
Barbara Grier (Cincinnati, Ohio, 4. studenoga 1933. – Tallahassee, Florida, 10. studenoga 2011.) bila je američka spisateljica i izdavačica. Nakon uređivanja časopisa Ljestve, koji je izdavala lezbijska grupa za građanska prava Kćeri Bilitis, pokrenula je lezbijsku izdavačku kuću Naiad Press, koja je postigla publicitet kontroverznom knjigom Lezbijke redovnice: Prekid šutnje (Lesbian Nuns: Breaking Silence). Izgradila je veliku zbirku lezbijske literature, katalogiziranu s detaljnim indeksiranjem tema.

## Rani život
Rođena je u Cincinnatiju kao kćer Dorothy Vernon Black, tajnice, i Philipa Stranga Griera, liječnika. Odrasla je u nekoliko gradova na zapadu SAD-a. Tvrdi da je s 12 godina izašla kao lezbijka i život provela tražeći što više podataka o ženskoj homoseksualnosti. Njezini su se roditelji razveli kad je imala 13 godina. Grier je otišla u knjižnicu kako bi otkrila više o lezbijkama nakon što je primijetila da se njezini obrasci ponašanja razlikuju od njezinih prijatelja. Rekla je majci da je homoseksualac, a majka joj je odgovorila: "Ne, ako si žena, lezbijka si. A budući da si sa 12 godina premlada da bi donijela takvu odluku, pričekajmo šest mjeseci prije nego što kažemo novinama." Počela je sakupljati knjige kad joj je majka darovala primjerak Zdenaca usamljenosti Radclyffea Halla kad joj je bilo 16 godina. Svoju kolekciju knjiga s lezbijskom temom opisuje kao Lesbiana, kolekciju koju je potaknula "ljubavna veza s lezbijskim izdavaštvom".
Ubrzo nakon što je završila srednju školu 1951., Grier je u javnoj knjižnici upoznala Helen Bennett Proveli su 20 godina zajedno živeći u Denveru dok je Bennett pohađala knjižničku školu, a zatim se preselila u Kansas City gdje su obje radili u javnim knjižnicama.

## Ljestve
Grier je počela pisati kritike knjiga u časopisu The Ladder, koji su uređivali članovi Kćeri Bilitis, ubrzo nakon što se pretplatila na njega 1957. godine. U svojim je spisima koristila više nadimaka, uključujući Gene Damon, Lennox Strong, Vern Niven, najčešće pišući za pregled literature u kojoj su lezbijke likovi ili dio priče.Grier je 1968. godine preuzela uređivanje Ljestvi s ciljem da proširi časopis kako bi uključio više feminističkih ideala. Časopis je dobio profesionalniji i elegantniji izgled te se povećao na više od 40 stranica od 25 prosjeka u odnosu na prethodne urednike i utrostručio pretplatu. Ovako je opisala je svoje uloge u uređivanju časopisa:
Grier je također uklonila riječ "lezbijka" s prednje naslovnice, koja je tamo bila od 1963. godine, pokušavajući doći do više žena. Njezin se mandat odvijao u vrijeme dok su se Kćeri Bilitis bile u sukobu oko smjera organizacije. Osnivači Kćeri Bilitis nastojali su poticati asimilacijski stav organizacije i dolazili su u izravni sukob radikalnijih separatističkih lezbijki, uključujući Grier. Kada su se Kćeri Bilitis raspale 1970. godine, Grier, koji je uređivala časopis iz Kansas Cityja, planirala je s predsjednicom DOB-a Ritom LaPorte uzeti jedine dvije kopije popisa pretplata s tiskara i sjedišta DOB-a kako bi održala Ljestve na životu. LaPorte je oba primjerka uzela bez znanja osnivača DOB-a Phyllis Lyon i Del Martin, te prebacila časopis u Reno, što je izazvalo nered. Ljestve su izlazile još dvije godine prije nego što su financije presušile, nakon čega su, u rujnu 1972. godine, prestale izlaziti. Grier je o svojoj ulozi u kontroverzi rekla:

## Naiad Press
Njezina dvadesetogodišnja veza s Helen Bennett završila je kad se Grier zaljubila u knjižničarku Donnu McBride. Grier tvrdi da je jedina odluka oko koje se ikada mučila bila hoće li Bennett ostaviti zbog McBride.
Grier i partnerica Donna McBride počeli su voditi Naiad Press uz podršku i nagovor dvojice urednika The Ladder, Anyde Marchant i Muriel Crawford 1973. godine. Njihovo prvo objavljeno djelo bilo je Latecomer koje je napisala Marchant pod nadimkom Sarah Aldridge. Naiadom se upravljalo iz Kansas Cityja do 1980. godine, kada se preselio u Tallahassee, Florida. Obje su žene nastavile raditi puno radno vrijeme do 1982. godine kada su sve vrijeme posvetile izdavačkoj kući.Među autorima koje zastupa Naiad su Valerie Taylor, Katherine V. Forrest, Jane Rule, reprintirana Beebo Brinker Chronicles Ann Bannon i Gale Wilhelm, koju je Grier nekoliko godina pokušavala pronaći kako bi ga izvela iz anonimnosti. Jedna od najkontroverznijih bila je Lezbijke redovnice: Prekid šutnje, nefiktivno djelo koje je u Bostonu zabranjeno i koje je kritizirala Katolička crkva. Penthouse Forum pokrenuo je seriju knjiga i preko nje je Naiad postala međunarodno poznato izdavačko ime.
Grier je koristila svoju opsežnu zbirku lezbijske literature, koju je u Naiadu nazvala "Lesbiana". Do 1994. godine tvrtka je imala 8 zaposlenih i predviđala je prodaju od 1,8 milijuna američkih dolara. 1992. Grier i McBride darovali su cijelu Naiadovu zbirku Javnoj knjižnici u San Franciscu, koja se sastojala od traktorske prikolice pune 14 000 knjiga procjenjivanih na 400 000 američkih dolara. Ono što je započelo kao potraga, za Griera je postalo samoopisana opsesija. Surađivala je s Jeannette Howard Foster i Marion Zimmer Bradley potkraj 1950-ih na sastavljanju najveće zbirke knjiga s lezbijskim temama na engleskom jeziku, koju su izvorno nazvali Checklist 1960:str. 3.-4. a kasnije je objavljena kao The Lesbian in Književnost. Knjige su ocjenjivane od A do D, navodeći koliko su lezbijski likovi bili važni za radnju, ili T, što znači da je knjiga "smeće".
Godine 1985. Grier je od Gay Akademske unije dobili predsjednikovu nagradu za doživotno služenje. 1991. Grier i McBride, zastupajući Naiad Press, dobili su Književnu nagradu Lambda za izdavačku uslugu. Grieru i McBrideu dodijeljena je nagrada za književni pionir Lambda 2002. godine. Grier i McBride su 2003. prodali listu Naiad tvrtki Bella Books .

## Ostalo
Grier je pridonijela djelu "Najmanje od svih: manjina čiji se vrisak još nije čuo" (pod pseudonimom Gene Damon) antologiji Sestrinstvo je moćno: Antologija spisa Ženskog pokreta za oslobođenje (Sisterhood is Powerful: An Antology of Writings from the Women Liberation Movement) (Uredništvo Robin Morgan).

## Smrt
Barbara Grier umrla je od raka u Tallahasseeu 10. studenog 2011. u dobi od 78 godina.

## Daljnje čitanje
- San Francisco Public Library Online Exhibition
- Bella Books website
- Gene Damon and Stuart Lee, The Lesbian in Literature (San Francisco: Daughters of Bilitis, 1967)
- Joanne Passet, Indomitable: The Life of Barbara Grier (Tallahassee : Bella Books, 2016)